# Bakary Dibba
Bakary Dibba (* 23. Oktober 2001 in Kopenhagen) ist ein dänischer Basketballspieler.

## Werdegang
Dibba, der als Jugendlicher auch Volleyball spielte, gehörte dem Verein BMS Herlev an. In der Saison 2020/21 gab er bei der Hauptstadtmannschaft Copenhagen Basketball seinen Einstand in der höchsten dänischen Spielklasse, Basketligaen, und erzielte bei 22 Einsätzen im Durchschnitt 10 Punkte sowie 4 Rebounds. Im Sommer 2021 holte ihn Trainer Daniel Jansson zum deutschen Zweitligisten Tigers Tübingen. Mitte September 2021 bestritt der Däne sein erstes Spiel für Tübingen in der 2. Bundesliga ProA. Als Meisterschaftszweiter gelang ihm 2023 mit Tübingen der Bundesliga-Aufstieg.
Dibba wechselte kurz vor dem Beginn des Spieljahres 2023/24 aus Tübingen zum Zweitligisten PS Karlsruhe. Mit Karlsruhe wurde er 2024 Zweitligameister. Mit 15 Punkten je Begegnung war der Däne im Spieljahr 2023/24 zweitbester Korbschütze seiner Mannschaft.
Anschließend wurde er vom Bundesligisten Heidelberg verpflichtet, bei dem er auf seinen früheren Tübinger Trainer Daniel Jansson traf. In der Saison 2024/25 erreichte Dibba mit Heidelberg überraschend das Halbfinale um die deutsche Meisterschaft. Er verbuchte während des Spieljahres im Durchschnitt 9,8 Punkte je Bundesliga-Begegnung.
Im Juni 2025 verkündete der spanische Erstligist CB Breogán Dibbas Verpflichtung.

### Nationalmannschaft
2019 gehörte Dibba zum Aufgebot der dänischen U18-Nationalmannschaft, die an der B-Europameisterschaft dieser Altersklasse teilnahm. Er war mit 12,3 Punkten je Turnierspiel zweitbester Korbschütze der dänischen Auswahl. Ende Juni 2022 bestritt er sein erstes Länderspiel für Dänemarks Herrennationalmannschaft.